# Kiele Sanchez
Kiele Michelle Sanchez (Chicago, Illinois, 1977. október 13. –) amerikai színésznő. 
Legismertebb szerepe Nikki Fernandez volt a Lost – Eltűntek című televíziós sorozatban. Emellett feltűnt a Glades – Tengerparti gyilkosságok és a Kingdom című műsorokban is.
Filmszerepei közé tartozik a Pokoli édenkert (2009), a 30 nap éjszaka: Sötét napok (2010) és A megtisztulás éjszakája: Anarchia (2014). 

## Élete és pályafutása
Kiele Sanchez három testvérével nőtt fel Chicago külvárosában. Sanchez, aki félig Puerto Ricó-i és félig francia, nagy érdeklődést mutatott a színjátszás iránt.
2000-ben otthagyta az otthonát, hogy New York-ban részt vegyen az MTV Wanna Be a VJ műsorában. Több ezer emberből bejutott az első öt közé. Az öt döntős közül az egyikként kiválasztották, de nem nyerte meg a versenyt. A verseny következtében felkereste egy ügynök, aki látta őt a műsorban. Az ügynöke ajánlására elköltözött Los Angelesbe. Több tv-sorozatban játszott, a Magyarországon is bemutatott Lost – Eltűntek című drámasorozat harmadik évadjában Nikkit alakította.
2012 óta Zach Gilford színész felesége, két gyermekük született.

## Filmográfia

### Film
| Év   | Magyar cím                         | Eredeti cím                    | Szerep                | Magyar hang       |
| ---- | ---------------------------------- | ------------------------------ | --------------------- | ----------------- |
| 2000 |                                    | Migrating Forms                | álomnő                |                   |
| 2001 |                                    | The Kiss (rövidfilm)           | lány                  |                   |
| 2001 |                                    | Stealing Time                  | Emily                 |                   |
| 2003 | Túl közeli rokon                   | Stuck on You                   | lány paprikaspray-vel |                   |
| 2007 | Mr. Magorium meseboltja            | Mr. Magorium's Wonder Emporium | Mrs. Goodman          |                   |
| 2008 | Szanatórium                        | Insanitarium                   | Lily                  | Nádorfi Krisztina |
| 2009 | Pokoli édenkert                    | A Perfect Getaway              | Gina                  | Zsigmond Tamara   |
| 2010 | Fekete-fehér blues                 | Redemption Road                | Hannah                | Spilák Klára      |
| 2010 | 30 nap éjszaka: Sötét napok        | 30 Days of Night: Dark Days    | Stella Olemaun        | Haumann Petra     |
| 2014 | A megtisztulás éjszakája: Anarchia | The Purge: Anarchy             | Liz                   | Roatis Andrea     |
| 2018 |                                    | Benji                          | Whitney Hughes        |                   |

### Televízió
| Év        | Magyar cím                        | Eredeti cím                      | Szerep              | Megjegyzések                                                     |
| --------- | --------------------------------- | -------------------------------- | ------------------- | ---------------------------------------------------------------- |
| 2000      |                                   | Live Girls                       | Lynne               | tévéfilm                                                         |
| 2001      | Halálos hétvége                   | Class Warfare                    | Amber Whidden       | - tévéfilm - magyar hangja: - Németh Kriszta - Nemes Takách Kata |
| 2002      |                                   | That Was Then                    | Claudia Wills-Glass | 7 epizód                                                         |
| 2003      |                                   | Young MacGyver                   | Taylor              | tévéfilm                                                         |
| 2003–2004 |                                   | Married to the Kellys            | Susan Wagner        | főszereplő (21 epizód)                                           |
| 2005–2006 |                                   | Related                          | Anne Sorelli        | főszereplő (19 epizód)                                           |
| 2006      |                                   | Four Kings                       | Jen                 | 1 epizód                                                         |
| 2006      |                                   | Modern Men                       | Lisa                | 1 epizód                                                         |
| 2006      |                                   | Girls on the Bus                 | Ronnie Sarazen      | 1 epizód                                                         |
| 2006–2007 | Lost – Eltűntek                   | Lost                             | Nikki Fernandez     | - 14 epizód - magyar hangja: - Nyírő Eszter                      |
| 2007      |                                   | Football Wives                   | Donna Reynolds      | eladatlan próbaepizód                                            |
| 2007–2008 | Nem ér a nevem                    | Samantha Who?                    | Chloe               | 4 epizód                                                         |
| 2008      |                                   | The End of Steve                 | Emily Green         | tévéfilm                                                         |
| 2010      |                                   | Matadors                         | Natalie Munoz       | tévéfilm                                                         |
| 2010–2013 | Glades – Tengerparti gyilkosságok | The Glades                       | Callie Cargill      | főszereplő (49 epizód)                                           |
| 2011      |                                   | Burn Notice: The Fall of Sam Axe | Amanda Maples       | tévéfilm                                                         |
| 2014–2017 | Kingdom                           | Kingdom                          | Lisa Prince         | főszereplő (40 epizód)                                           |
| 2019      | Tömény történelem                 | Drunk History                    | Emma Pulaski        | 1 epizód                                                         |
| 2019      |                                   | The Lost Boys                    | Lucy                | eladatlan próbaepizód                                            |
| 2020      |                                   | The Lincoln Lawyer               | Lorna               | eladatlan próbaepizód                                            |
| 2022–2024 | Gyilkos elmék                     | Criminal Minds: Evolution        | Sydney Voit         | visszatérő szerep                                                |
| 2023      | Az Usher-ház bukása               | The Fall of the House of Usher   | forgatókönyvíró     | 1 epizód                                                         |
| 2023–2024 | 19-es körzet                      | Station 19                       | Kate Powell         | visszatérő szerep                                                |